# Gothic rock
Gothic rock [ˈɡɒθɪk rɒk Amer ˈɡɑːθɪk rɑːk]IPA nebo gotický rock je hudební styl, který vznikl na přelomu 70. a 80. let. Vyvinul se z anglického punk rocku a post punku a paralelně se šířil ve Velké Británii, USA a dalších západních zemích. Je charakteristický temnou melancholickou atmosférou nebo inspirací gotickými romány; počínaje 80. léty 20. století dal vzniknout gotické subkultuře, zahrnující kluby, módu i literaturu.

## Hudební styl
Původně byl tento žánr označován jako tzv. positive-punk. Texty se vyznačují ponurou melancholií, četné jsou hororové či romantické prvky, filosofie existencialismu a další. Hudebně jsou typické kytary, baskytary, bubny, klávesy a syntezátory, nezřídka se používají automaty. Stejně jako texty i zvuk se projevuje typickou až monotónní melancholií.

## Historie
Historické kořeny gothic rocku leží v šedesátých letech v psychedelickém rocku a význačných stylech let sedmdesátých – post-punku, glam rocku a punk rocku.
Počátky jsou spojeny s post-punkovými skupinami jako Siouxsie and the Banshees, Joy Division, The Cure či Specimen; za průlomovou je považována skupina Bauhaus se singlem Bela Lugosi's dead, který je považován za jakousi hymnu gothic rocku.

### První vlna (1979–1985)
První vlna gothic rocku je datována do let cca 1979–1985, kdy se rozvinul současně ve více zemích, například Velké Británii, USA nebo Německu. První postpunkové skupiny s prvky gothic rocku ve Velké Británii byly především Joy Division v čele s Ianem Curtisem (alba Closer, Substance a další), Siouxsie and the Banshees s kontroverzní zpěvačkou Siouxsie Sioux (alba Juju, The scream, Kaleidoscop a další), Killing Joke, Public Image Ltd (v čele s frontmanem Sex Pistols, Johnem Lydonem) nebo legendární skupina Bauhaus v čele s Petrem Murphym, která znamenala přelom mezi postpunkem a gothic rockem; v raných 80. letech pak vznikla řada významných gothic rockových skupin, např. The Sisters of Mercy, UK Decay, Danse Society, Theatre of Hate, The damned, March Violets, Play Dead, Sex gang children a další skupiny s prvky gothic rocku, například The Southern Death Cult později přejmenovaný na The Cult. Význačný byl v této době londýnský hudební klub Batcave, kde hrály skupiny především postpunkové a gothic rockové, útočiště fanoušků oldchool gothic rocku (raný gothic rock je proto často nazýván právě batcave) a také je do těchto míst kladen vznik gotické subkultury. Pro USA byla typická death rocková scéna reprezentovaná především skupinami Christian Death (pod vedením Williama Rozze), 45grave a další. Gothic rock se rozvíjel i v dalších evropských zemích (skupiny X-mal Deutschland nebo Girls Under Glass a další), ale i v Austrálii (první skupina Nicka Cavea, The Birthday Party).

### Druhá vlna (1985–1995)
Druhá vlna nastala v letech cca 1985–1995 a znamenala další rozkvět gothic rockové hudby i její popularizaci a také částečnou komercializaci. Mezi nejvýznamnější skupiny působící v těchto letech patřily bezesporu stále Eldritchovy The Sisters of Mercy, dále Fields of the Nephilim (vznik 1984), Christian Death (zpočátku s Rozzem Williamsem a Valorem Kandem, později jen s Valorem, navíc se spoluprací zpěvaček jako Gitane Demnone, Eva O'Maitri), The Mission UK, Red Lorry Yellow Lorry a mnohé další. Mezi bezesporu nejvýznamnější díla tohoto období patří například album First And Last Always (The Sisters Of Mercy), které dokonce útočilo na první příčky britských hitparád.
V této době také gothic rock začínal ovlivňovat ostatní žánry a naopak; docházelo především k mísení s industriální hudby. Směs gothic rocku, popu a elektronické hudby, se kterou přišla skupina Depeche Mode, ovlivnila mnoho gotických hudebníků.

### Třetí vlna (1995–současnost)
Třetí vlna trvající od roku 1995 je reprezentovaná mnohými skupinami, například London After Midnight, Inkubus sukkubus, Ikon, Rossetta Stone, Two witches, Voodoo church nebo Love Like Blood a také některé skupiny kombinující prvky gothic rocku a elektronické hudby, například The Crüxshadows. Koncem 90. let se termínem „gothic“ začal médii nesprávně používat také pro industriální hudbu (Marilyn Manson) nebo některé hard rockové nebo metalové umělce s podobnou image (Evanescence, Nightwish, Within Temptation, HIM). K tomu docházelo částečně kvůli zmatení médií podobnou image gotických a metalových skupin (černé oblečení, stříbro, inspirace vampýrskou image) a částečně kalkulem vydavateli i kapel v dobách, kdy gotika byla „in“ a zvyšovala prodeje desek.
I dnes se objevují mnohé skupiny, snažící se znovu oživit původní gothic a příbuzný death rock ve stylu Williama Rozze a dalších interpretů staré scény. Mezi tyto skupiny patří Cinema Strange, Antiworld a další. Také je každoročně pořádán festival Drop Dead, věnovaný právě gothic a death rocku, horror punku a podobným stylům.

## Gothic rock v Česku
Pravděpodobně nejznámější českou kapelou je XIII. století, která se proslavila také například v Polsku; dále se na české scéně objevují například gotikou ovlivnění melancholy rockeři Greedy Invalid nebo brněnští Alvaréz Peréz. Mezi gothic rock se řadí i starší tvorba skupiny Priessnitz.